# Vincent Adler
Vincent Adler (Győr, Győr-Moson-Sopron, Hongria, 3 d'abril de 1826 - Ginebra, Suïssa, 4 de gener de 1871) fou un pianista hongarès.
Va ser professor en la Universitat de Praga, càrrec que a la seva mort el 1900 va ser succeït pel compositor austríac Rietsch (1860-1927).
Fou molt aplaudit en nombrosos viatges artístics per Europa, donant classes magistrals a Viena on tingué entre altres alumnes el polonès Ignaz Friedman, fixant després la seva residència a Ginebra.
És autor de diverses obres, sopretot per a piano.